# UBIGEO
L'UBIGEO è un codice utilizzato dall'istituto di statistica peruviano per identificare le regioni, province e distretti del Perù.

## Codici
Il codice utilizza due cifre per ogni livello di suddivisione. Per le regioni si parte con 01 per l'Amazonas per arrivare al 25 della Regione di Ucayali. Eventuali istituzioni di altre regioni avranno un numero successivo.
Il secondo livello (le province) iniziano con 0101 per la prima provincia della regione di Amazonas, la provincia di Chachapoyas fino al 2504 della provincia di Purús nell'Ucayali. La prima provincia è quella del capoluogo a seguire le altre in ordine alfabetico. Eventuali altre province istituite in seguito avranno il primo numero disponibile all'interno della regione di appartenenza.
Il terzo ed ultimo livello (i distretti) iniziano con 010101 per il primo distretto della prima provincia dell'Amazonas fino al 250401. Il primo distretto è quello del capoluogo, a seguire gli altri in ordine alfabetico. Eventuali nuovi distretti che verranno istituiti avranno il primo numero disponibile all'interno della numerazione provinciale.

## Nuove suddivisioni
| Anno | Legge Nº | Data istituzione | Ubigeo | Descrizione |
| ---- | -------- | ---------------- | ------ | --- |
| 2008 | 29218    | 26 aprile 2008   | 010201 | Nuovi distretti Distretto di Bagua, Provinciac di Bagua, Regione di Amazonas e rinumerazione in ordine alfabetico dei rimanenti distretti da 010202 a 010206 |
| 2007 | 28753    | 2 giugno 2006    | 250107 | Nuovi distretti Distretto di Manantay, Provincia di Coronel Portillo, Regione di Ucayali                                                                     |
| 2006 | 28593    | 1º agosto 2005   | 1607   | Nuova provincia Provincia di Datem del Marañón, Regione di Loreto                                                                                            |
| 2006 | 28593    | 1º agosto 2005   | 160706 | Nuovo distretto Distretto di Andoas, Provincia di Datem del Marañón, Regione di Loreto                                                                       |
| 2006 | 28593    | 1º agosto 2005   | 160701 | Riallocazione del distretto Distretto di Barranca, dalla Provincia di Alto Amazonas alla Provincia di Datem del Marañón, Regione di Loreto                   |
| 2006 | 28593    | 1º agosto 2005   | 160702 | Riallocazione del distretto Distretto di Cahuapanas, dalla Provincia di Alto Amazonas alla Provincia di Datem del Marañón, Regione di Loreto                 |
| 2006 | 28593    | 1º agosto 2005   | 160703 | Riallocazione del distretto Distretto di Manseriche, dalla Provincia di Alto Amazonas alla Provincia di Datem del Marañón, Regione di Loreto                 |
| 2006 | 28593    | 1º agosto 2005   | 160704 | Riallocazione del distretto Distretto di Morona, dalla Provincia di Alto Amazonas alla Provincia di Datem del Marañón, Regione di Loreto                     |
| 2006 | 28593    | 1º agosto 2005   | 160705 | Riallocazione del distretto Distretto di Pastaza, dalla Provincia di Alto Amazonas alla Provincia di Datem del Marañón, Regione di Loreto                    |
| 2006 | 28509    | 13 maggio 2005   | 211210 | Nuovo distretto Distretto di San Pedro de Putina Punco, Provincia di Sandia, Regione di Puno                                                                 |
| 2006 | 28707    | 3 aprile 2006    | 240203 | Nuovo distretto Distretto di Canoas de Punta Sal, Provincia di Contralmirante Villar, Regione di Tumbes                                                      |